# Burgruine Bachsfall

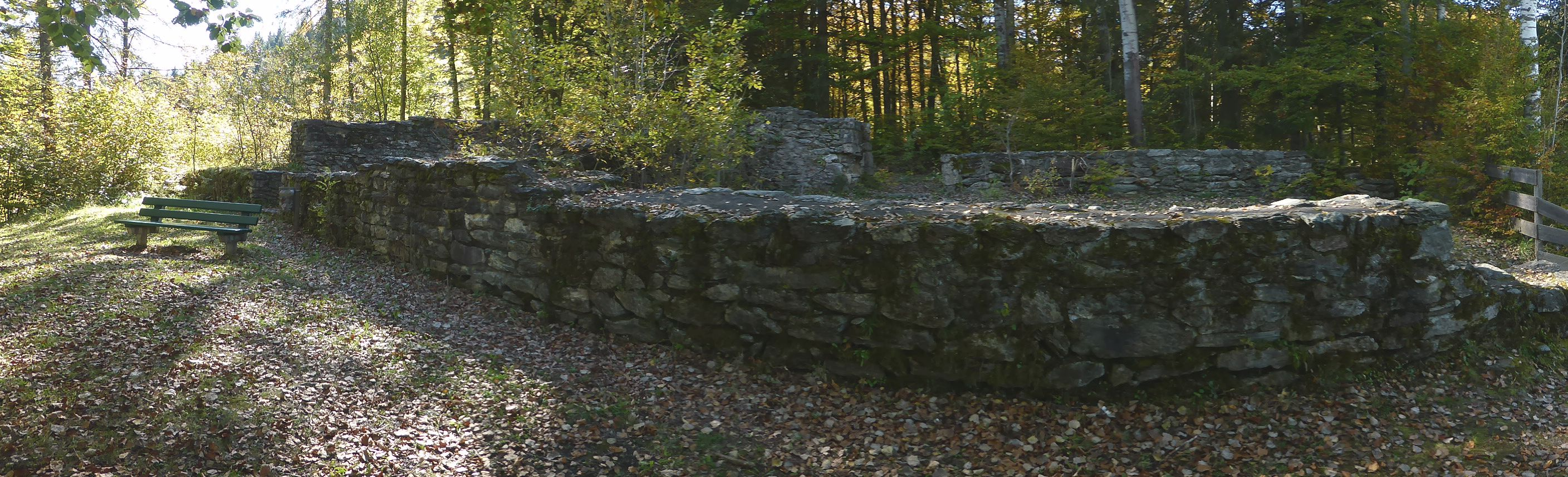
Burgruine Bachsfall

Die Burgruine Bachsfall, benannt nach dem Wasserfall des Gainbaches, liegt in der Gemeinde Bischofshofen im Bezirk St. Johann im Pongau im Land Salzburg. Die Ruine steht unter Denkmalschutz.

Burgruine Bachsfall
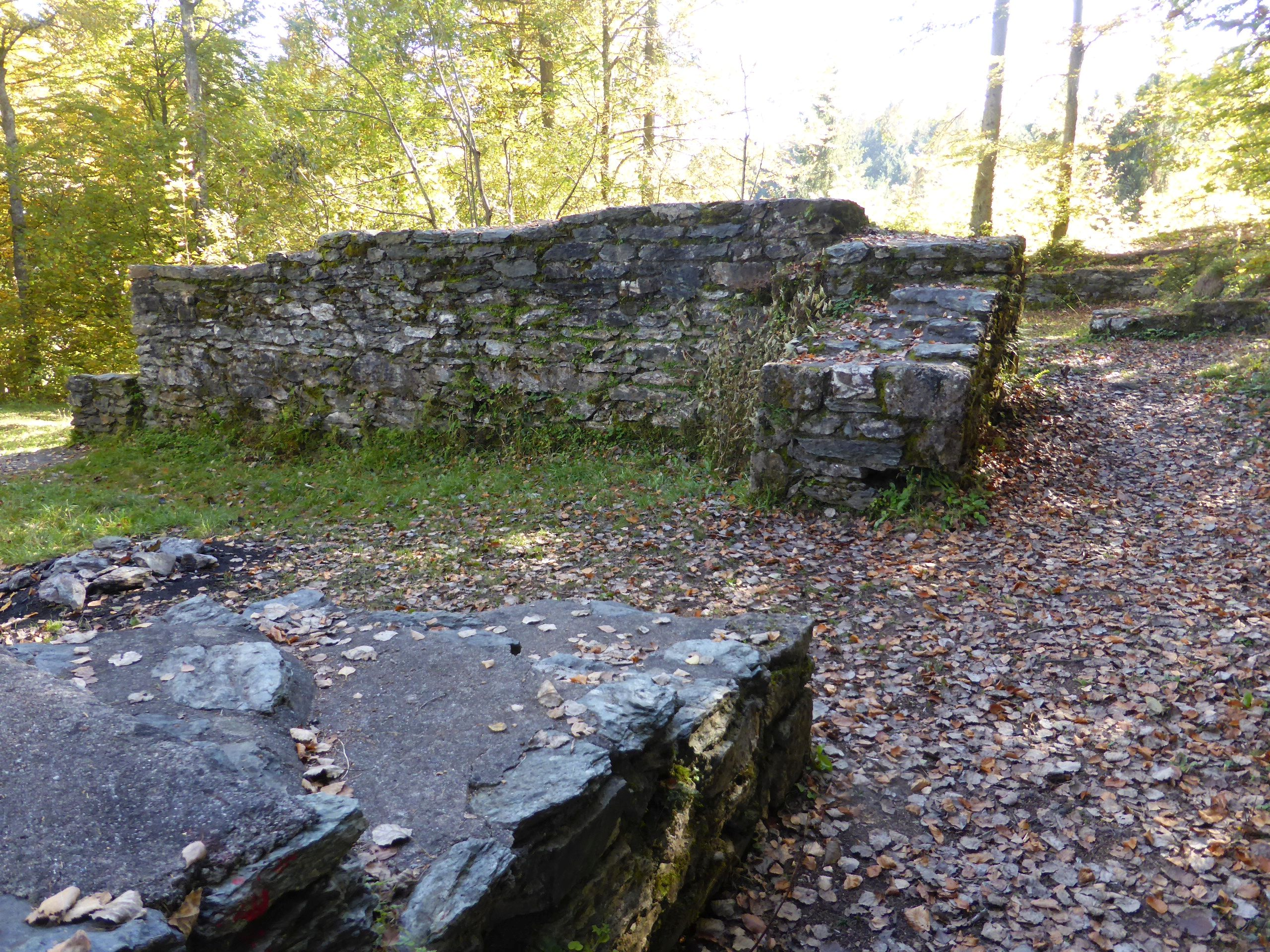
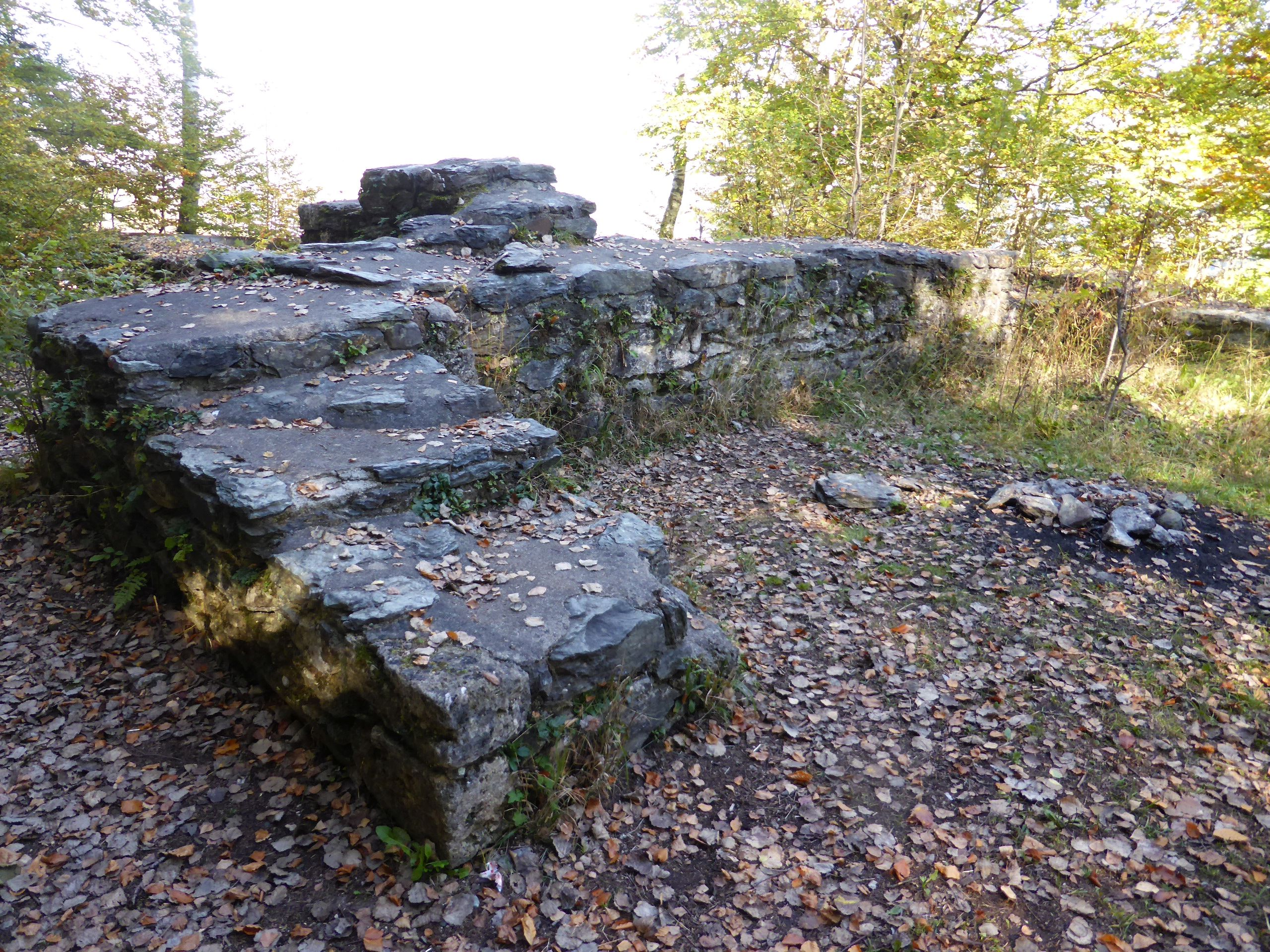
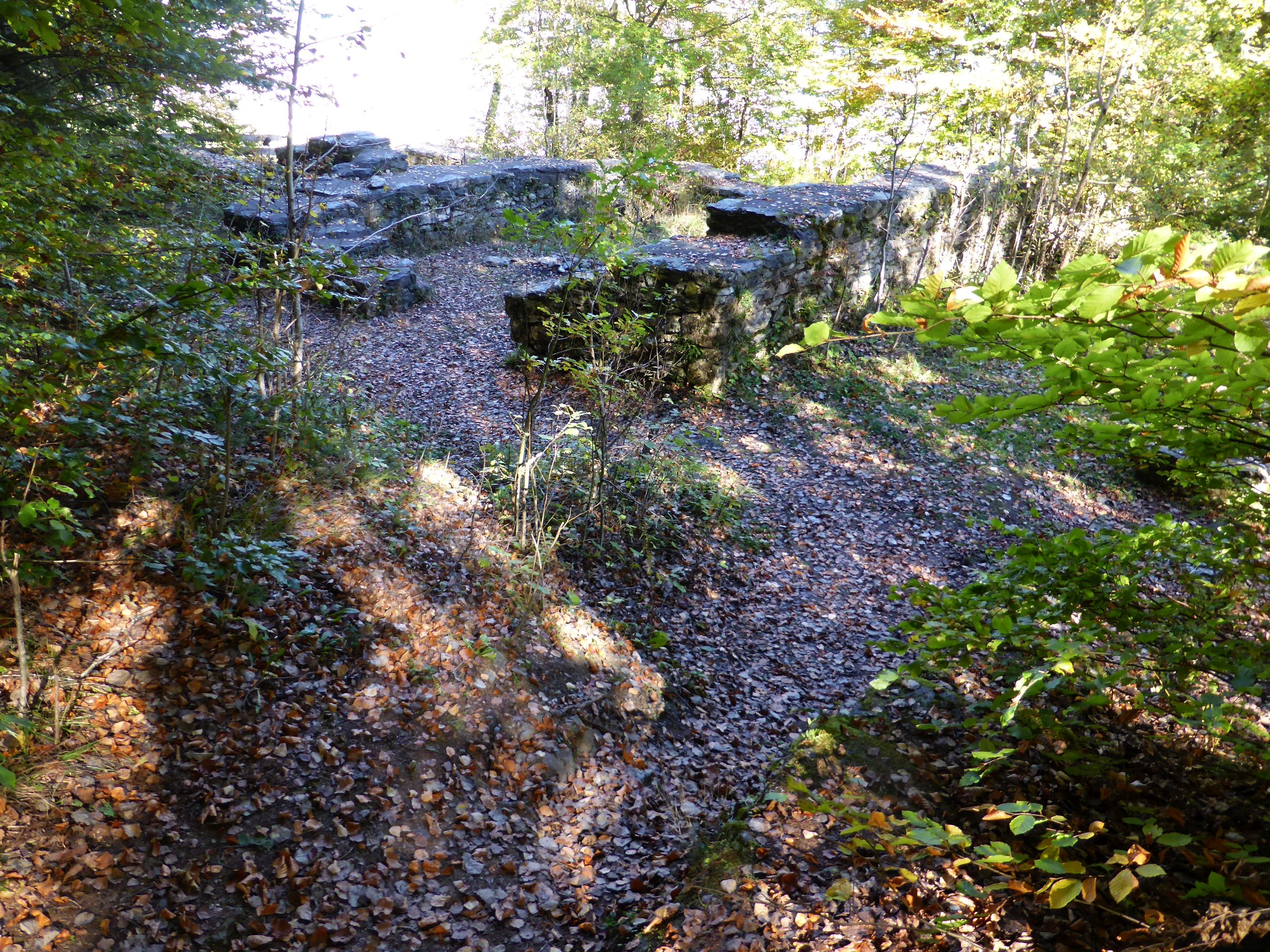
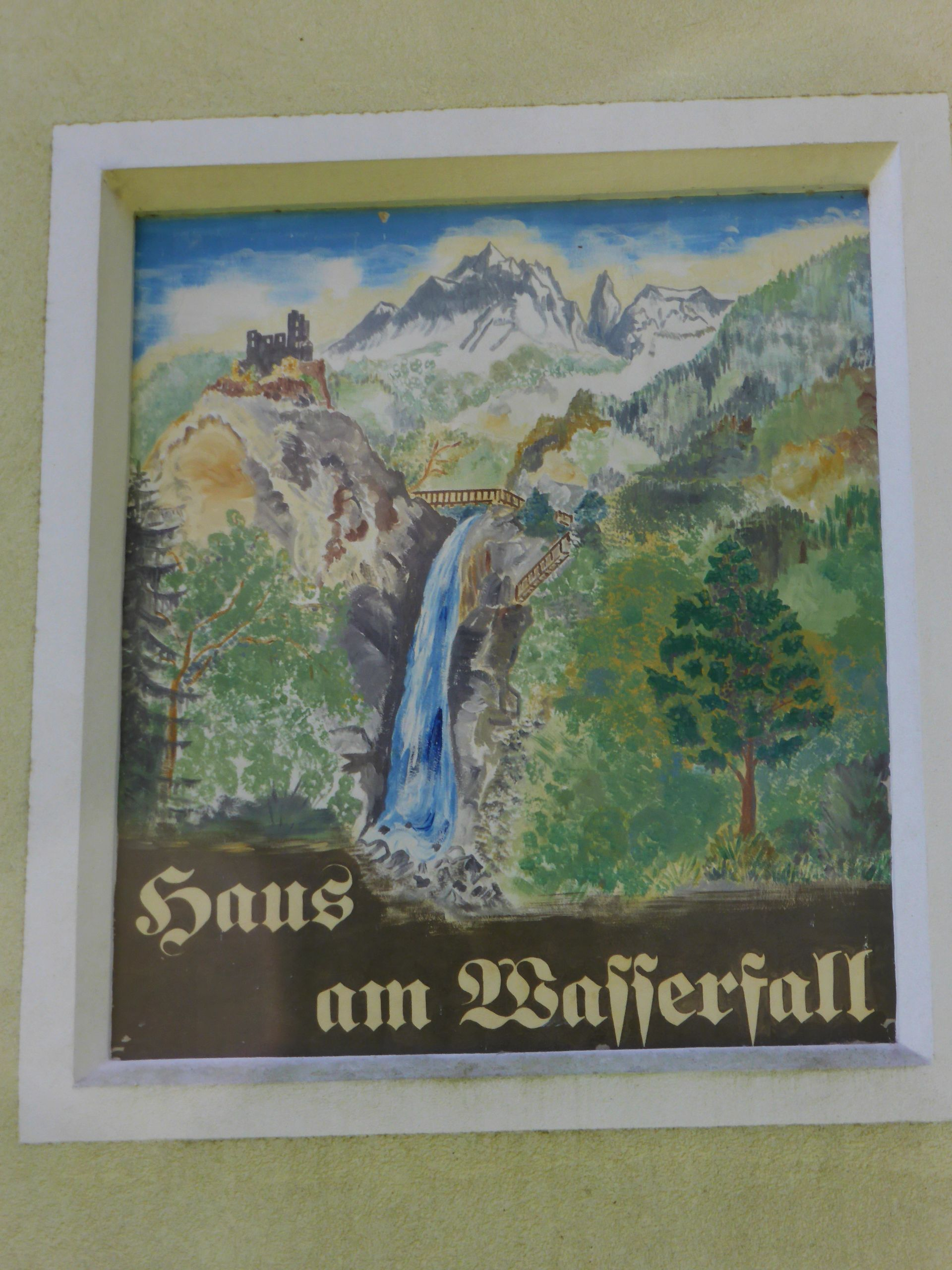

## Geschichte
Die Burg ist eine Gründung der Herren von Pongau im 12. Jahrhundert. Als die Ministerialenfamilie der Burg Gutrat 1230 das Landrichteramt im Pongau bekommen hatten, scheinen sie auf dem Turm am Gainbachfeld gesessen zu sein. Spätere Nachrichten fehlen. Angeblich sollen die Steine des Ansitzes zum Bau der 1522 errichteten Friedhofskapelle von Bischofshofen verwendet worden zu sein.

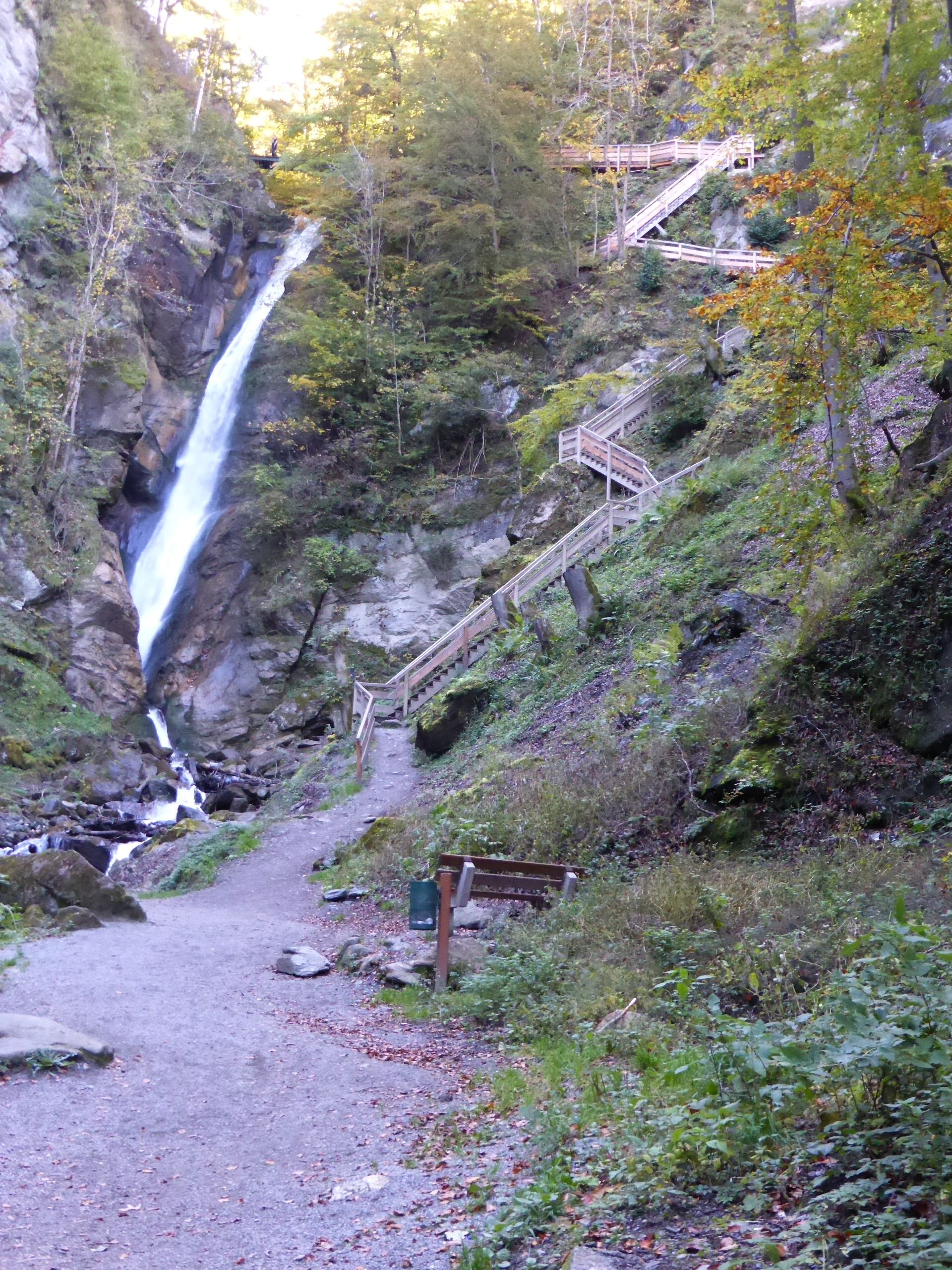
Treppe beim Gainbachwasserfall

## Burgruine
Am orographisch rechten Ufer des Gainfeldbaches liegt die Ruine, deren Name sich von dem in der Nähe liegenden Wasserfall ableitet.
Man erreicht sie nach etwa 30 Minuten, wenn man in Bischofshofen zur Sprungschanze (Gaisberggasse) fährt und von dem dortigen Parkplatz aus dem ausgeschilderten Wanderweg entweder über die Stiege beim Gainbachwasserfall oder über den sanften Abstieg zur Ruine folgt. Die noch vorhandenen Reste einer Burgmauer auf einem Burgplateau von ca. 30 × 30 m wurden von 1983 bis 1985 archäologisch untersucht und freigelegt und abgesichert.
In idealisierter Form findet sich auf dem Haus am Wasserfall eine Darstellung über die früher vorhandene Burg.